# Ragnar Gustavsson
Ragnar Gustavsson (28 settembre 1907 – 29 maggio 1980) è stato un calciatore svedese, di ruolo attaccante.

## Palmarès

### Club

#### Competizioni nazionali
- Campionato svedese: 1

GAIS: 1931